# 耳痛
耳痛是指耳朵内出現的疼痛。大多数耳痛都不会危及生命。 耳痛可以分為原发性和继发性。原发性耳痛是指直接由耳朵感染（耳朵被細菌感染）或聽力损伤引起的疼痛；而继发性耳痛是一种牵涉痛，这意味着疼痛並非由耳朵引起，而是由其他部位引起的疼痛。原发性耳痛比继发性耳痛更常见。